# Quem Matou Pixote?
Quem Matou Pixote? é um filme de drama biográfico brasileiro de 1996, dirigido por José Joffily e roteirizado pelo próprio diretor em colaboração com Paulo Halm, José Louzeiro e Jorge Durán. O filme é estrelado por Cassiano Carneiro e conta a curta trajetória de Fernando Ramos da Silva, como ator e como pessoa. Conta ainda com as atuações de Luciana Rigueira, Joana Fomm, Tuca Andrada, Roberto Bomtempo, Carol Machado e Maria Luísa Mendonça.
Quem Matou Pixote? teve sua estreia mundial em agosto de 1996 no Festival Internacional de Cinema de Montreal, no Canadá, e foi lançado nos cinemas do Brasil em 1 de novembro de 1996 pela Columbia Tristar Pictures. O filme foi recebido com críticas mistas e negativas por parte da crítica especializada, que, apesar de elogiar a performance do elenco e as intenções da obra, o classificou como não comovente e "uma decepcionante reconstrução dramática da vida turbulenta e da morte prematura do ator infantil Fernando Ramos da Silva".
O filme foi agraciado com diversos prêmios e indicações, obtendo destaque no 24° Festival de Gramado, onde levou sete estatuetas, incluindo a de Melhor Filme, Melhor Roteiro, Melhor Ator para Cassiano Carneiro e Melhor Atriz para Luciana Rigueira. O filme ainda recebeu dois Prêmios APCA, de Melhor Ator (Carneiro) e Melhor Atriz Revelação (Rigueira). No 2° Prêmio Guarani, recebeu indicações em sete categorias, saindo-se vencedor na de Melhor Ator Coadjuvante para Tuca Andrada.

## Enredo
A história segue a jornada de Fernando Ramos da Silva (Cassiano Carneiro), um jovem de origem humilde em Diadema, na periferia de São Paulo, que alcança fama internacional ao protagonizar o filme Pixote, a Lei do Mais Fraco, de Héctor Babenco. No entanto, o foco do filme se volta para o "dia seguinte". Com dinheiro e reconhecimento, Fernando sonha em continuar sua carreira de ator e proporcionar uma vida melhor para sua família. Porém, após o dinheiro acabar e sem novas oportunidades como ator, ele acaba retornando aos pequenos crimes com seu irmão, Cafu (Tuca Andrada), e acaba preso. Na prisão, ele é visitado por Cida (Luciana Rigueira), uma adolescente encantada com sua fama de ator, e os dois se apaixonam. Determinado a retomar sua carreira, Fernando vai para o Rio de Janeiro, onde consegue um papel em uma novela, mas enfrenta dificuldades devido à sua dificuldade em ler. De volta a Diadema, ele se casa com Cida, tem um filho e tenta novamente atuar, mas acaba trabalhando como faxineiro em uma produtora, vivendo em condições precárias. Eventualmente, ele retorna à criminalidade com seu irmão, e a vida de Fernando passa a imitar a arte do personagem Pixote, culminando em um confronto fatal com a polícia. Ele é morto com oito tiros à queima-roupa, encerrando sua jornada trágica.

## Elenco
- Cassiano Carneiro como Fernando Ramos da Silva
- Luciana Rigueira como Cida Venâncio da Silva
- Tuca Andrada como Cafu
- Carol Machado como Ana Lúcia
- Maria Luísa Mendonça como Malu
- Roberto Bomtempo como Lobato
- David Pong como Policial
- Joana Fomm como Josefa
- Sávio Pinheiro como Kiko
- Orlando Vieira como Louzeiro
- Candido Damm como Carbonara

##### Participações especiais
- Paulo Betti como Diretor de TV
- Luiz Sérgio Silva como Homem dos Buzios
- Janser Barreto como Artista de rua
- David Y. Pond como Japa
- Tina Águas como Irmã de Fernando
- Luciane Vivas como Irmã de Fernando
- Duda Mamberti como Dono do Bar
- Laura Lustosa como Mulher assaltada
- Henrique Pires como Homem assaltado
- Neuza Caribé como Operária da briga
- Maurício Souza Lima como Jornalista estréia Pixote
- Tuca Moraes como Jornalista estréia Pixote
- Márcia de Paoli como Jornalista estréia Pixote
- Jaime Berenger como Comparsa de Cafú
- Dirceu Bellizzi como Comparsa de Cafú
- Edmilson Santi como Policial das Dura
- Sônia Praça como Equipe de cinema
- Marcelo Ferreti como Equipe de cinema
- Silvano Monteiro como Jornalista Delegacia
- Marco Aurélio Harmelin como Jornalista Delegacia
- Cacá Diaz como Rapaz que dança com Ana Lúcia

## Produção
O filme é uma adaptação do livro Pixote Nunca Mais, de Cida Venâncio, uma admiradora da carreira de Fernando Ramos da Silva, que o visitava na penitenciária e viria a se tornar esposa do ator. A direção é de José Joffily, sendo este sua terceira direção de longas-metragens. Para desenvolver o roteiro do filme, Joffiy contou com a colaboração de Paulo Halm, José Louzeiro e Jorge Durán para adaptar a obra original. As gravações ocorreram em diversas locações na cidade de São Paulo, incluindo os galpões da Conab, entre julho e setembro de 1995.

### Escolha do elenco

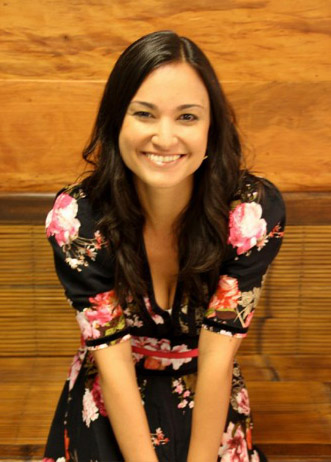
Luciana Rigueira foi escolhida para protagonizar o filme entre 250 atrizes.

O filme marca a estreia da atriz Maria Luísa Mendonça no cinema. Para a escolha da atriz que interpretaria Cida Venâncio no filme, foi realizado um teste de elenco com 150 atrizes no Rio de Janeiro e mais 100 em São Paulo. Para ajudar na escolha, Roberto Bomtempo, que também está no elenco, foi convocado por possuir experiência em trabalhar com adolescentes. Para o teste, foram convocadas pessoas com experiência no teatro. Luciana Rigueira foi a vigésima atriz a realizar o teste para a personagem e os produtores e Joffily já tinham a decisão de escolhê-la assim que ela terminou o teste.

## Lançamento
Quem Matou Pixote? teve seu lançamento mundial no Canadá participando do Festival Internacional de Cinema de Montreal. O filme teve sua participação em diversos festivais ao redor do mundo. Ele marcou presença no Festival Internacional Cine Sueco para América Latina, em 1996, no Chicago Latino Film Festival também em 1996, no Festival do Rio em 1999, no Festival de Gramado em 1996, no Festival de Brasília em 1996, na Mostra Rio em 1996 e no Festival SESC dos Melhores Filmes de 1996. Além disso, representou o Brasil no Festival de Huelva, na Espanha.
Comercialmente, Quem Matou Pixote? foi lançado nos cinemas do Brasil em 1 de novembro de 1996 pela Columbia Tristar Pictures com 53 cópias distribuídas por cinemas do país.

### Controvérsia
A Columbia Tristar Pictures e a Cuevos Filmes, produtora do longa-metragem, foram intimadas pelo juiz auxiliar da 34ª Vara Cível de São Paulo, Afonso Celso da Silva, a entregar uma cópia do filme à Justiça. A ação solicita a apreensão das fitas do filme. A ação que solicita a proibição do filme foi instaurada em 6 de outubro pelos policiais militares condenados pela morte de Fernando Ramos da Silva, conhecido como Pixote, em 1987. O advogado dos PMs, Orlando Marques, representando o sargento Francisco da Silva Jr. e os soldados Wanderlei Alessi e Valter Cipoli, argumenta que o filme prejudica a imagem dos clientes.

## Recepção

### Bilheteria
De acordo com dados da Agência Nacional do Cinema (Ancine), Quem Matou Pixote? foi exibido em 57 salas de cinemas em seu lançamento original, em 1996, sendo assistido por 32.220 espectadores. Ao todo, a renda acumulada em seu período de exibição foi de R$ 148.534,00.

### Resposta da crítica

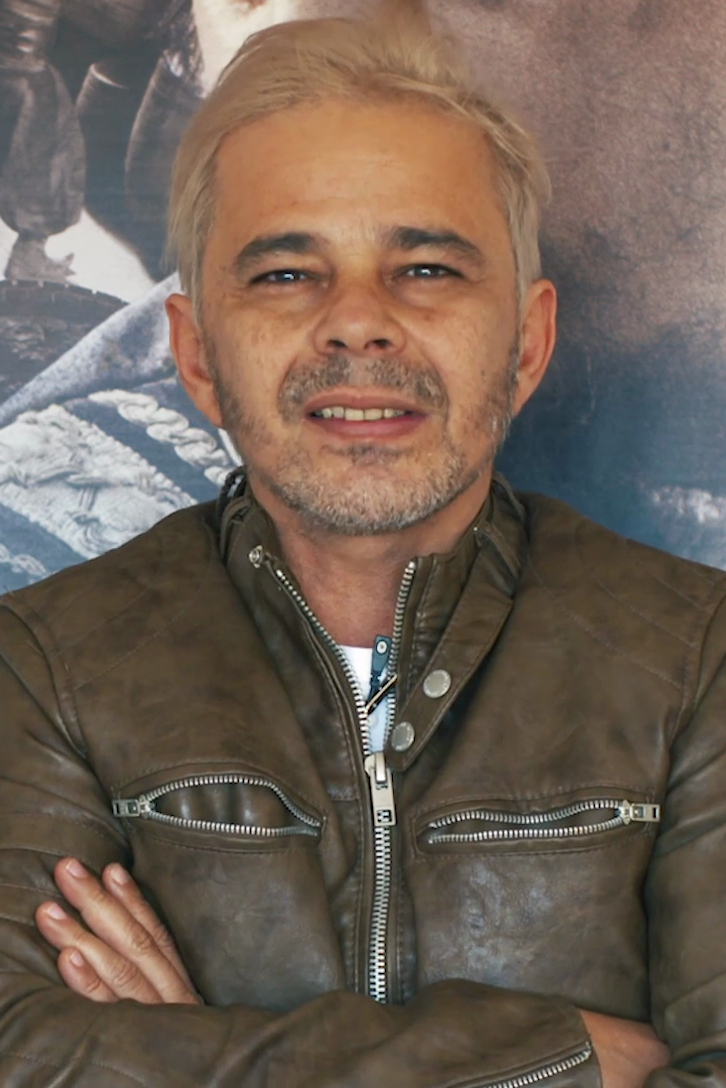
Cassiano Carneiro teve sua atuação destacada pela crítica especializada.

O filme foi recebido pela crítica especializada com avaliações mistas e negativas. A obra ganhou repercussão em seu lançamento devido ao histórico do impacto mundial do filme Pixote, a Lei do Mais Fraco, de 1981, que trazia o biografado como ator principal, e história trágica do mesmo. Em sua estreia no Festival de Gramado, no Rio Grande do Sul, o filme foi aplaudido pelo púbico, que o elegeu como melhor filme da programação pelo voto do júri popular. Em seu texto para a Folha de S.Paulo, José Geraldo Couto disse sobre o filme: "Com excelentes performances dos atores, bom sentido do ritmo e uso inteligente da música (Roberto Carlos e Raul Seixas em especial), Quem Matou Pixote? tem tudo para ser um filme de sucesso". 
Couto ainda destacou um trecho do filme: "Um último reparo. Numa cena de hospital, há uma só cama, num galpão vasto e deserto. Esse irrealismo cenográfico surge como ruído numa narrativa até então atenta à verossimilhança". Na Variety, Emanuel Levy disse que o filme é "uma decepcionante reconstrução dramática da vida turbulenta e da morte prematura do ator infantil Fernando Ramos da Silva" e que "apesar das intenções honrosas e de uma vida interessante para contar (...) não é comovente".

### Prêmios e indicações
| Ano  | Associações                                   | Categoria                          | Recipiente(s)                                         | Resultado | Ref.   |
| ---- | --------------------------------------------- | ---------------------------------- | ----------------------------------------------------- | --------- | ------ |
| 1996 | Festival de Cinema de Gramado                 | Melhor Filme (competição nacional) | Quem Matou Pixote?                                    | Venceu    | [ 10 ] |
| 1996 | Festival de Cinema de Gramado                 | Melhor Filme (júri popular)        | Quem Matou Pixote?                                    | Venceu    | [ 10 ] |
| 1996 | Festival de Cinema de Gramado                 | Melhor Ator                        | Cassiano Carneiro                                     | Venceu    | [ 10 ] |
| 1996 | Festival de Cinema de Gramado                 | Melhor Atriz                       | Luciana Rigueira                                      | Venceu    | [ 10 ] |
| 1996 | Festival de Cinema de Gramado                 | Melhor Roteiro                     | José Joffily, Paulo Halm, José Louzeiro e Jorge Durán | Venceu    | [ 10 ] |
| 1996 | Festival de Cinema de Gramado                 | Melhor Fotografia                  | Nonato Estrela                                        | Venceu    | [ 10 ] |
| 1996 | Festival de Cinema de Gramado                 | Melhor Trilha Sonora               | David Tygel e Maurício Maestro                        | Venceu    | [ 10 ] |
| 1996 | Festival Internacional de Cinema de Havana    | Melhor Ator                        | Cassiano Carneiro                                     | Venceu    | [ 11 ] |
| 1997 | Festival Internacional de Cinema de Cartagena | Melhor Atriz                       | Luciana Rigueira                                      | Venceu    | [ 12 ] |
| 1997 | Festival Internacional de Cinema de Cartagena | Melhor Ator Coadjuvante            | Tuca Andrada                                          | Venceu    | [ 13 ] |
| 1997 | Prêmio APCA de Cinema                         | Melhor Ator                        | Cassiano Carneiro                                     | Venceu    | [ 14 ] |
| 1997 | Prêmio APCA de Cinema                         | Melhor Atriz Revelação             | Luciana Rigueira                                      | Venceu    | [ 14 ] |
| 1997 | Prêmio Guarani de Cinema Brasileiro           | Melhor Filme                       | Quem Matou Pixote?                                    | Indicado  | [ 15 ] |
| 1997 | Prêmio Guarani de Cinema Brasileiro           | Melhor Diretor                     | José Joffily                                          | Indicado  | [ 15 ] |
| 1997 | Prêmio Guarani de Cinema Brasileiro           | Melhor Ator                        | Cassiano Carneiro                                     | Indicado  | [ 15 ] |
| 1997 | Prêmio Guarani de Cinema Brasileiro           | Melhor Atriz                       | Luciana Rigueira                                      | Indicado  | [ 15 ] |
| 1997 | Prêmio Guarani de Cinema Brasileiro           | Melhor Ator Coadjuvante            | Tuca Andrada                                          | Venceu    | [ 15 ] |
| 1997 | Prêmio Guarani de Cinema Brasileiro           | Melhor Atriz Coadjuvante           | Joana Fomm                                            | Indicado  | [ 15 ] |
| 1997 | Prêmio Guarani de Cinema Brasileiro           | Melhor Roteiro                     | José Joffily, Paulo Halm, José Louzeiro e Jorge Durán | Indicado  | [ 15 ] |